# 山田メユミ
山田 メユミ（やまだ めゆみ、1972年8月30日 - ）は、日本の実業家。アイスタイル共同創業者で、同社代表取締役や、かんぽ生命保険取締役、セイノーホールディングス取締役、SOMPOホールディングス取締役、セブン&アイ・ホールディングス取締役などを歴任。

## 人物・来歴
千葉県我孫子市出身。1991年千葉県立小金高等学校卒業。1995年東京理科大学基礎工学部生物工学科卒業、香栄興業入社。1997年キスミーコスメチックス入社。@cosmeを企画立案し、1999年アイスタイルを共同創業し、代表取締役に就任。2009年アイスタイル取締役。2016年ISパートナーズ設立、代表取締役社長。
2017年かんぽ生命保険取締役、セイノーホールディングス取締役、丸井グループアドバイザリーボードメンバー。2019年都築学園理事。2021年SOMPOホールディングス取締役。2022年セブン&アイ・ホールディングス取締役。経済産業省産業構造審議会消費経済部会基本問題小委員会委員、総務省情報通信審議会委員、内閣官房知的財産戦略本部有識者本部員等も歴任。